# Pont-Salomon
Pont-Salomon é uma comuna francesa na região administrativa de Auvérnia-Ródano-Alpes, no departamento de Alto Loire. Estende-se por uma área de 8,44 km². Em 2010 a comuna tinha 1 991 habitantes (densidade: 235,9 hab./km²).